# Koppán Pál

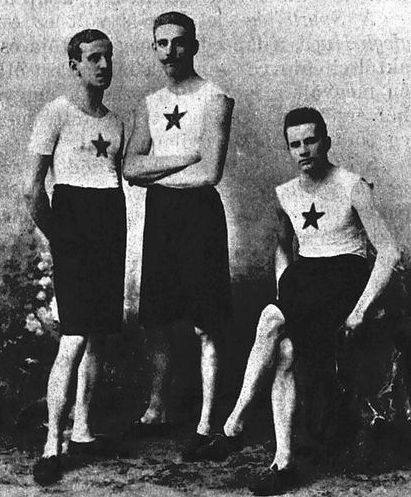
Balról Koppán Pál, középen Kauser F. Jakab, jobbra Purt Béla atléták

Koppán Pál, Koppán Jenő Pál (Budapest, Ferencváros, 1878. május 16. – Budapest, 1951. augusztus 31.) magyar atléta, illetve hármasugró. Polgári foglalkozása államrendőrségi fogalmazó, rendőrtanácsos volt.

## Családja
Koppán Jenő vaskereskedő és Vörös Erzsébet fiaként született, 1878. május 26-án keresztelték a ferencvárosi római katolikus plébánián. 1912. május 18-án Budapesten, a Ferencvárosban feleségül vette a nála tíz évvel fiatalabb Riedl Janka Máriát. Második felesége Tarninger Rozália volt.

## Sportegyesületei
A Magyar Úszó Egylet (MÚE), a Magyar AC (MAC), a Budapesti EAC (BEAC) valamint a Rendőrtiszti Atlétikai Club (RAC) atlétájaként éveken keresztül az élvonalban szerepelt.

### Olimpiai játékok
Részt vett az 1900-as párizsi olimpiai játékok atlétikai versenyein, ahol több versenyszámban is indult. A 100 m, a 200 m, a 400 m valamint a 60 m síkfutásban az előfutamokban kiesett. Hármasugrásban, valamint hármasugrás állóhelyből sportágban ismeretlen az eredménye.
| Helyezés | Sportág  | Versenyszám             | Eredmény   |
| -------- | -------- | ----------------------- | ---------- |
| 5-10.    | atlétika | hármasugrás állóhelyből | nincs adat |
| 7-10.    | atlétika | 60 m síkfutás           | nincs adat |
| 7-13.    | atlétika | hármasugrás             | nincs adat |
| 10-12.   | atlétika | 400 m síkfutás          | nincs adat |
| 13-18.   | atlétika | 100 m síkfutás          | nincs adat |

## Szakmai sikerek
Az Andrássy és Gerenday vándordíjak védője.

## Külső hivatkozások
- Koppán Pál. mac1875.hu. [2016. január 16-i dátummal az eredetiből archiválva]. (Hozzáférés: 2015. augusztus 28.)
- Koppán Pál. kerszoft.hu. (Hozzáférés: 2015. augusztus 28.)
- Koppán Pál. huszadikszazad.hu. (Hozzáférés: 2015. augusztus 28.)
- Koppán Pál. mob.hu. (Hozzáférés: 2015. augusztus 28.)